# Darina Johnová
Darina Johnová (Strakonice, 22 febbraio 1985) è un'ex cestista ceca.

## Carriera
Con la Rep. Ceca ha disputato i Campionati mondiali del 2006.